# Alžběta Mureová
Alžběta Mureová (anglicky Elizabeth Mure, † před květnem 1355) byla manželka nejvyššího správce Skotska Roberta, který se později stal skotským králem jako Robert II.
Alžběta pocházela z klanu Mure (Muir) a jejími rodiči byli sir Adam Mure a Johana Cunninghamová nebo Janet Mureová. Stala se milenkou skotského správce Roberta, vnuka skotského krále Roberta I. Roku 1336 se s Robert oženil, sňatek církev nepovažovala za legitimní a proto se svatba se po obdržení papežského dispenzu roku 1349 zopakovala.
Alžběta zemřela dříve, než její manžel získal skotský trůn. Celkem měli asi jedenáct dětí, některé zdroje uvádějí i třináct:
- Robert III. Skotský, původně John (Jan) Stewart
- Walter Stewart, lord z Fife
- Robert Stewart, vévoda z Albany (asi 1340–1420)
- Alexandr Stewart
- Markéta Stewart
- Marjorie Stewart
- Johana Stewart
- Isabela Stewart
- Kateřina Stewart
- Alžběta Stewart
- Jana Stewart

2. května 1355 se Robert oženil znovu, s Eufémií z Ross. 27. března 1371 se prvorozený syn Roberta a Alžběty, legitimizovaný po jejich sňatku, stal výnosem skotského parlamentu dědicem svého otce.